# 塞爾登 (堪薩斯州)
塞爾登（英語：Selden）是一個位於美國堪薩斯州謝里敦縣的城市。

## 地方資料
根據2020年美國人口普查的數據，塞爾登的面積為0.79平方千米，當中陸地面積為0.79平方千米，而水域面積為0.00平方千米。當地共有人口184人，而人口密度為每平方千米232.91人。